# Großer Preis von Italien 1978
Der Große Preis von Italien 1978 (offiziell XLIX Gran Premio d’Italia) fand am 10. September auf dem Autodromo Nazionale di Monza in Monza statt und war das 14. Rennen der Automobil-Weltmeisterschaft 1978.

## Berichte

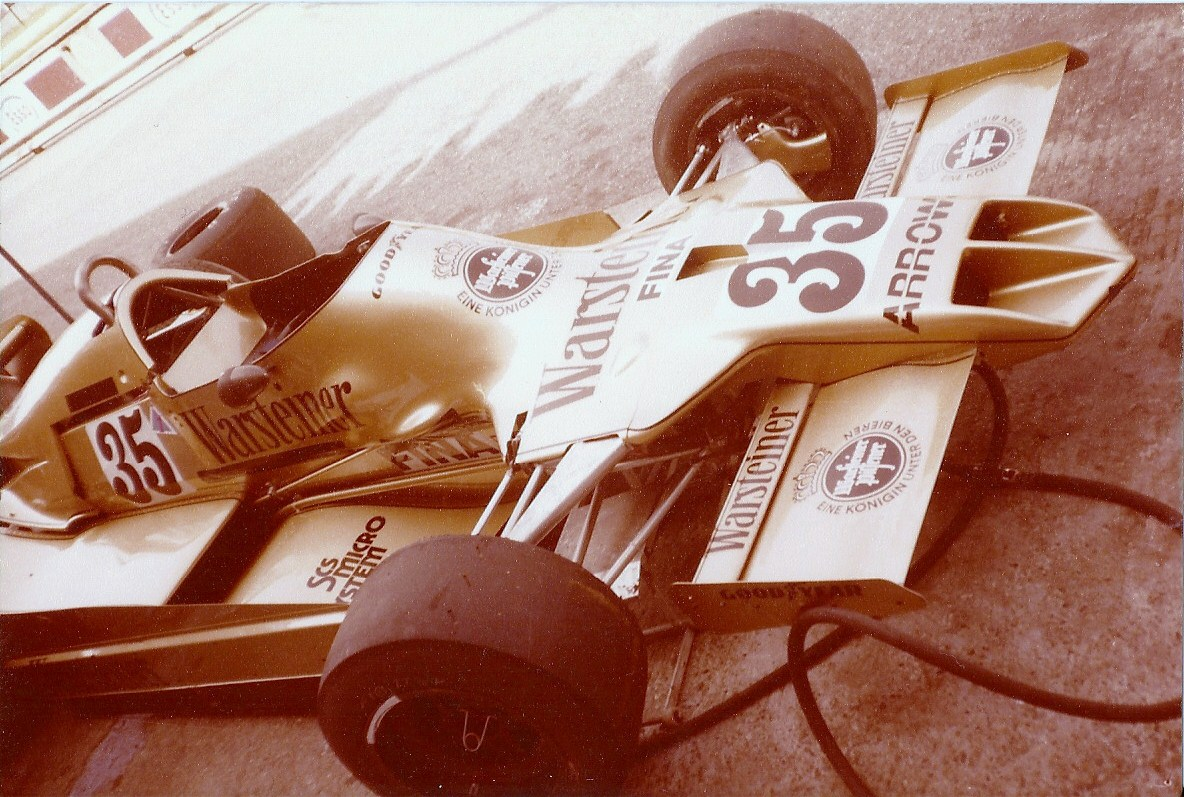
Der Arrows A1 von Riccardo Patrese

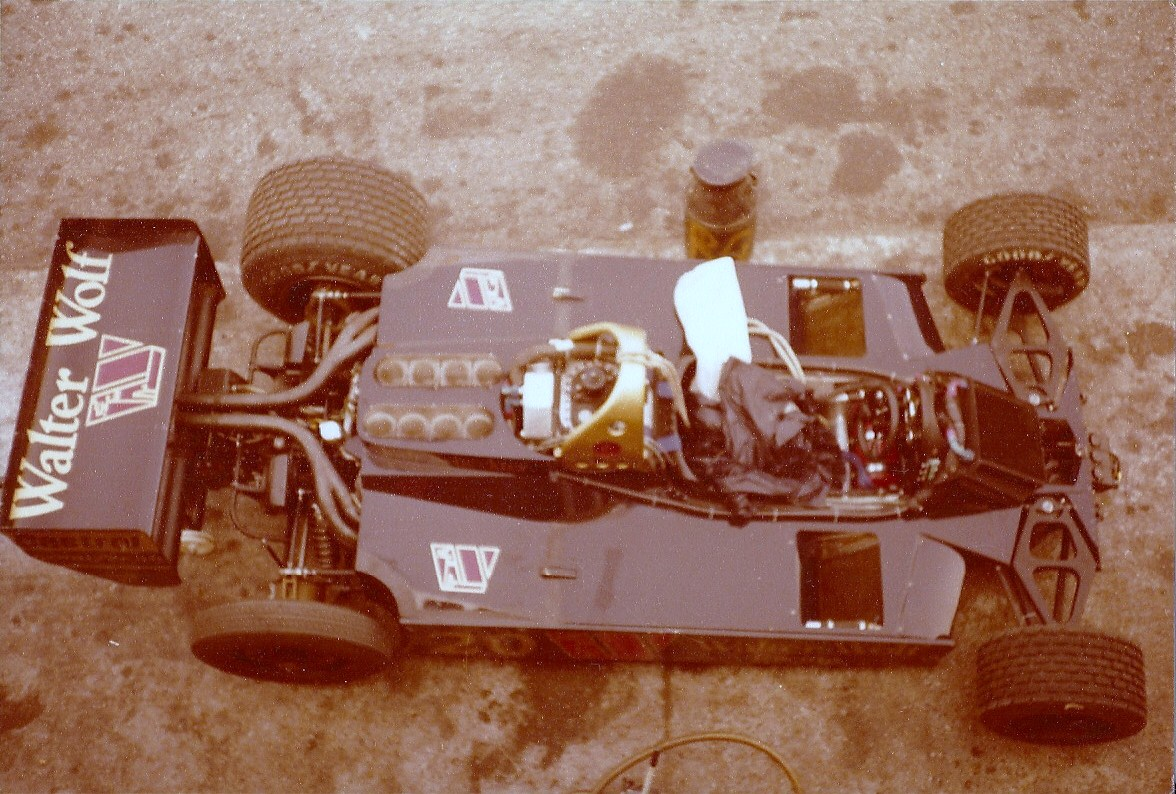
Der gestrippte Wolf WR5 von Jody Scheckter

### Hintergrund
Als die Teams zum letzten Europarennen der Saison nach Monza anreisten, war die Weltmeisterschaft quasi bereits zugunsten von Mario Andretti entschieden, da der einzig verbliebene Pilot, der ihm rechnerisch noch die WM-Führung hätte streitig machen können, sein Teamkollege Ronnie Peterson war. Dieser hatte ihm jedoch vertraglich seine Unterstützung zugesichert und sich während der vorangegangenen Rennen auch strikt daran gehalten.
Aufgrund von Beinbrüchen, die er sich bei Testfahrten für das ATS Racing Team in Silverstone zugezogen hatte, konnte Jochen Mass die Saison nicht beenden. Stattdessen nahm Michael Bleekemolen, der bereits beim Großen Preis der Niederlande zwei Wochen zuvor als Gaststarter für das Team angetreten war, seinen Platz ein. Nachdem Harald Ertl freitags im Ensign an der Vorqualifikation gescheitert war, durfte er das reguläre Training am Steuer des zweiten ATS HS1 absolvieren.
Beim Team Surtees wurde der nach wie vor verletzte Rupert Keegan von dem einheimischen Debütanten Carlo Franchi vertreten. Dessen Landsmann Alberto Colombo nahm in einem zweiten Merzario A1 am Rennwochenende teil.
Alan Jones bestritt seinen 50. Grand Prix.

### Training
Das Training wurde ausnahmsweise nicht von Lotus völlig dominiert. Dennoch erreichte Andretti seine siebte Pole-Position der Saison. Gilles Villeneuve folgte vor Jean-Pierre Jabouille und Niki Lauda. Peterson teilte sich die dritte Startreihe mit Jones. John Watson, Jacques Laffite, Jody Scheckter und James Hunt komplettierten die Top Ten.

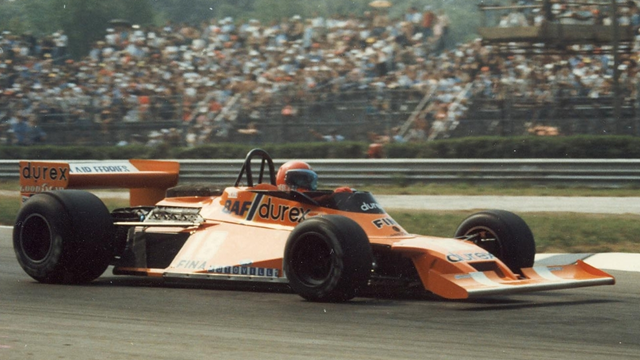
Gimax (Carlo Franchi) versuchte sich erfolglos zu qualifizieren. Er war der letzte Fahrer, der unter einem Pseudonym an einem Formel-1-Weltmeisterschaftsrennen teilnahm.

Nur die 24 schnellsten der 31 anwesenden Piloten wurden für das Rennen zugelassen.

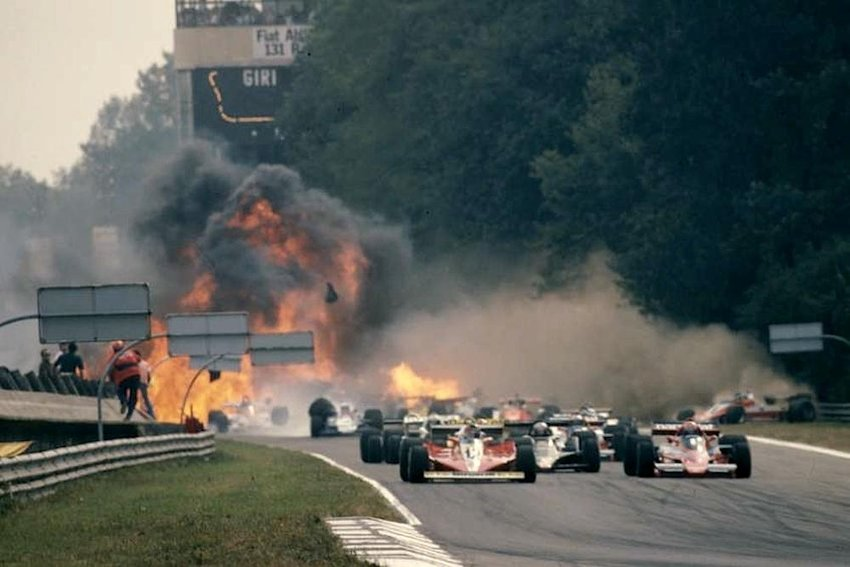
Der Moment des fatalen Unfalls von Ronnie Peterson

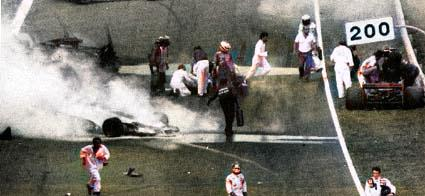
Die Unfallstelle, nachdem die Flammen gelöscht waren

### Rennen
Da Peterson mit dem Lotus 79 aufgrund eines Bremsdefekts am Sonntagvormittag im Warm-up verunglückte, musste er das Rennen mit dem Vorjahreswagen des Typs Lotus 78 aufnehmen.
Der Starter Gianni Restelli gab das Rennen bereits frei, als die Piloten auf den hinteren Rängen noch zu ihren Startpositionen rollten. Während also die ersten Startreihen regulär aus dem Stand anfahren mussten, hatten die nachfolgenden Fahrer einen Beschleunigungsvorteil. Dies führte zu einem sehr kompakten Feld. Da zudem die Startgerade in Monza ungewöhnlich breit war, kam es zu gewagten Manövern, die sich am Ende dieser Geraden, wo sich die Strecke vor der ersten Schikane massiv verjüngte, als Fehler herausstellten.
Villeneuve erreichte als Erster die Schikane vor Andretti und Lauda. Jabouille folgte vor Jones, Watson, Laffite, Scheckter, Peterson und Hunt. Riccardo Patrese befand sich im dichten Getümmel auf der falschen Seite der Strecke und musste, um die Schikane anbremsen zu können, nach innen ziehen. Dort gewährte ihm jedoch Hunt nicht den nötigen Raum, was zur Kollision der beiden führte. Petersons Lotus wurde daraufhin nach einer Berührung mit Hunts Wagen in die Leitplanken geschleudert, prallte zurück auf die Strecke und ging in Flammen auf. In die folgende Massenkollision wurden die beiden Shadow-Piloten Clay Regazzoni und Hans-Joachim Stuck, die Tyrrell-Werksfahrer Didier Pironi und Patrick Depailler, sowie Vittorio Brambilla, Derek Daly und Brett Lunger verwickelt, die allesamt keine Chance hatten, auszuweichen. Durch die Luft fliegende Trümmerteile trafen Stuck am Helm. Brambilla wurde gar von einem abgerissenen Rad getroffen und schwer verletzt. Hunt, Depailler und Regazzoni zogen Peterson, der bei vollem Bewusstsein war, aus seinem brennenden Wagen. Notärzte trafen erst einige Minuten später am Unfallort ein. Mit schweren Beinbrüchen wurde Peterson zusammen mit Brambilla in ein Krankenhaus nach Mailand transportiert. Das Rennen war inzwischen mit der roten Flagge abgebrochen worden.
Als die 19 verbliebenen Fahrer, die aufgrund zu starker Beschädigungen an ihren Einsatzfahrzeugen zum Teil in ihre T-Cars umsteigen mussten, die Einführungsrunde zum Neustart absolvierten, verlor Scheckter in einer der beiden Lesmo-Kurven ein Rad und schlug heftig in die Streckenbegrenzung ein. Andretti, Hunt, Lauda, Reutemann und Emerson Fittipaldi besichtigten daraufhin die Unfallstelle und weigerten sich zu starten, sofern die Leitplanken nicht repariert würden. Durch die erforderlichen Reparaturarbeiten verzögerte sich der Neustart auf kurz vor 18 Uhr.
Villeneuve und Andretti gingen mit einem Frühstart in das neugestartete Rennen. In der 35. Runde des auf 40 Umläufe verkürzten Rennens übernahm Andretti die Führung, da Villeneuve mit schlechter werdenden Bremsen und Reifen zu kämpfen hatte. Nachdem Jabouille aufgrund eines Motorschadens ausgeschieden war, nahm Lauda den dritten Platz ein. Watson belegte den vierten Rang vor Reutemann, Laffite und Patrick Tambay. Dieser Zieleinlauf blieb jedoch nicht bestehen, da die Frühstarts von Andretti und Villeneuve im Nachhinein mit einer Zeitstrafe geahndet wurden, was die beiden auf die Plätze sechs und sieben zurückwarf. Lauda wurde somit zum Sieger erklärt.

#### Nach dem Rennen
Aufgrund der Tatsache, dass Peterson im Krankenhaus lag, fanden trotz des gewonnenen Weltmeistertitels keinerlei Siegesfeierlichkeiten bei Lotus statt. Die Nachricht, dass er keine ernsthaften Verbrennungen erlitten habe und seine Beinverletzungen nicht lebensgefährlich seien, sorgte immerhin für Erleichterung.
Während einer Operation in der Nacht zum Montag kam es jedoch zu Komplikationen. Peterson fiel ins Koma und starb schließlich überraschend. Andretti erfuhr dies, als er seinen Kollegen im Krankenhaus besuchen wollte.
Patrese wurde als Auslöser der Katastrophe angesehen. Einige Jahre später entschied ein Gericht auf Basis von Videoaufzeichnungen, dass es vielmehr Hunt war.

## Meldeliste
| Team                            | Nr. | Fahrer                | Chassis        | Motor                     | Reifen |
| ------------------------------- | --- | --------------------- | -------------- | ------------------------- | ------ |
| Parmalat Racing Team            | 01  | Niki Lauda            | Brabham BT46   | Alfa Romeo 115-12 3.0 F12 | G      |
| Parmalat Racing Team            | 02  | John Watson           | Brabham BT46   | Alfa Romeo 115-12 3.0 F12 | G      |
| Elf Team Tyrrell                | 03  | Didier Pironi         | Tyrrell 008    | Ford Cosworth DFV 3.0 V8  | G      |
| Elf Team Tyrrell                | 04  | Patrick Depailler     | Tyrrell 008    | Ford Cosworth DFV 3.0 V8  | G      |
| John Player Team Lotus          | 05  | Mario Andretti        | Lotus 79       | Ford Cosworth DFV 3.0 V8  | G      |
| John Player Team Lotus          | 06  | Ronnie Peterson       | Lotus 79       | Ford Cosworth DFV 3.0 V8  | G      |
| John Player Team Lotus          | 06  | Ronnie Peterson       | Lotus 78       | Ford Cosworth DFV 3.0 V8  | G      |
| Marlboro Team McLaren           | 07  | James Hunt            | McLaren M26    | Ford Cosworth DFV 3.0 V8  | G      |
| Marlboro Team McLaren           | 08  | Patrick Tambay        | McLaren M26    | Ford Cosworth DFV 3.0 V8  | G      |
| Marlboro Team McLaren           | 33  | Bruno Giacomelli      | McLaren M26    | Ford Cosworth DFV 3.0 V8  | G      |
| F&S Properties/ATS Racing Team  | 09  | Michael Bleekemolen   | ATS HS1        | Ford Cosworth DFV 3.0 V8  | G      |
| ATS Racing Team                 | 10  | Harald Ertl           | ATS HS1        | Ford Cosworth DFV 3.0 V8  | G      |
| Scuderia Ferrari SpA SEFAC      | 11  | Carlos Reutemann      | Ferrari 312T3  | Ferrari 015 3.0 F12       | M      |
| Scuderia Ferrari SpA SEFAC      | 12  | Gilles Villeneuve     | Ferrari 312T3  | Ferrari 015 3.0 F12       | M      |
| Fittipaldi Automotive           | 14  | Emerson Fittipaldi    | Fittipaldi F5A | Ford Cosworth DFV 3.0 V8  | G      |
| Équipe Renault Elf              | 15  | Jean-Pierre Jabouille | Renault RS01   | Renault EF1 1.5 V6t       | M      |
| Shadow Racing Team              | 16  | Hans-Joachim Stuck    | Shadow DN9     | Ford Cosworth DFV 3.0 V8  | G      |
| Shadow Racing Team              | 17  | Clay Regazzoni        | Shadow DN9     | Ford Cosworth DFV 3.0 V8  | G      |
| Durex Team Surtees              | 18  | Carlo Franchi         | Surtees TS20   | Ford Cosworth DFV 3.0 V8  | G      |
| Beta Team Surtees               | 19  | Vittorio Brambilla    | Surtees TS20   | Ford Cosworth DFV 3.0 V8  | G      |
| Walter Wolf Racing              | 20  | Jody Scheckter        | Wolf WR5       | Ford Cosworth DFV 3.0 V8  | G      |
| Team Tissot Ensign              | 22  | Derek Daly            | Ensign N177    | Ford Cosworth DFV 3.0 V8  | G      |
| Sachs Racing                    | 23  | Harald Ertl           | Ensign N177    | Ford Cosworth DFV 3.0 V8  | G      |
| Team Rebaque                    | 25  | Héctor Rebaque        | Lotus 78       | Ford Cosworth DFV 3.0 V8  | G      |
| Ligier Gitanes                  | 26  | Jacques Laffite       | Ligier JS9     | Matra MS78 3.0 V12        | G      |
| Williams Grand Prix Engineering | 27  | Alan Jones            | Williams FW06  | Ford Cosworth DFV 3.0 V8  | G      |
| BS Fabrications                 | 29  | Nelson Piquet         | McLaren M23    | Ford Cosworth DFV 3.0 V8  | G      |
| Liggett Group/BS Fabrications   | 30  | Brett Lunger          | McLaren M26    | Ford Cosworth DFV 3.0 V8  | G      |
| Theodore Racing Hong Kong       | 32  | Keke Rosberg          | Wolf WR3       | Ford Cosworth DFV 3.0 V8  | G      |
| Arrows Racing Team              | 35  | Riccardo Patrese      | Arrows A1      | Ford Cosworth DFV 3.0 V8  | G      |
| Arrows Racing Team              | 36  | Rolf Stommelen        | Arrows A1      | Ford Cosworth DFV 3.0 V8  | G      |
| Team Merzario                   | 37  | Arturo Merzario       | Merzario A1    | Ford Cosworth DFV 3.0 V8  | G      |
| Team Merzario                   | 38  | Alberto Colombo       | Merzario A1    | Ford Cosworth DFV 3.0 V8  | G      |

Anmerkungen
1. ↑  Peterson verunglückte im Warm-up mit dem Lotus 79 und startete daraufhin mit dem Lotus 78 ins Rennen.
2. 1 2  Ertl war an diesem Wochenende sowohl für das Team Sachs Racing als auch für ATS gemeldet.

## Klassifikationen

### Startaufstellung
| Pos. | Fahrer                | Konstrukteur       | Zeit     | Ø-Geschwindigkeit | Start |
| ---- | --------------------- | ------------------ | -------- | ----------------- | ----- |
| 01   | Mario Andretti        | Lotus-Ford         | 1:37,520 | 214,110 km/h      | 01    |
| 02   | Gilles Villeneuve     | Ferrari            | 1:37,866 | 213,353 km/h      | 02    |
| 03   | Jean-Pierre Jabouille | Renault            | 1:37,930 | 213,214 km/h      | 03    |
| 04   | Niki Lauda            | Brabham-Alfa Romeo | 1:38,215 | 212,595 km/h      | 04    |
| 05   | Ronnie Peterson       | Lotus-Ford         | 1:38,256 | 212,506 km/h      | 05    |
| 06   | Alan Jones            | Williams-Ford      | 1:38,271 | 212,474 km/h      | 06    |
| 07   | John Watson           | Brabham-Alfa Romeo | 1:38,610 | 211,743 km/h      | 07    |
| 08   | Jacques Laffite       | Ligier-Matra       | 1:38,917 | 211,086 km/h      | 08    |
| 09   | Jody Scheckter        | Wolf-Ford          | 1:38,937 | 211,043 km/h      | 09    |
| 10   | James Hunt            | McLaren-Ford       | 1:38,938 | 211,041 km/h      | 10    |
| 11   | Carlos Reutemann      | Ferrari            | 1:38,959 | 210,996 km/h      | 11    |
| 12   | Riccardo Patrese      | Arrows-Ford        | 1:39,179 | 210,528 km/h      | 12    |
| 13   | Emerson Fittipaldi    | Fittipaldi-Ford    | 1:39,421 | 210,016 km/h      | 13    |
| 14   | Didier Pironi         | Tyrrell-Ford       | 1:39,531 | 209,784 km/h      | 14    |
| 15   | Clay Regazzoni        | Shadow-Ford        | 1:39,621 | 209,594 km/h      | 15    |
| 16   | Patrick Depailler     | Tyrrell-Ford       | 1:39,630 | 209,575 km/h      | 16    |
| 17   | Hans-Joachim Stuck    | Shadow-Ford        | 1:39,701 | 209,426 km/h      | 17    |
| 18   | Derek Daly            | Ensign-Ford        | 1:40,075 | 208,644 km/h      | 18    |
| 19   | Patrick Tambay        | McLaren-Ford       | 1:40,163 | 208,460 km/h      | 19    |
| 20   | Bruno Giacomelli      | McLaren-Ford       | 1:40,199 | 208,385 km/h      | 20    |
| 21   | Brett Lunger          | McLaren-Ford       | 1:40,302 | 208,171 km/h      | 21    |
| 22   | Arturo Merzario       | Merzario-Ford      | 1:40,702 | 207,344 km/h      | 22    |
| 23   | Vittorio Brambilla    | Surtees-Ford       | 1:40,805 | 207,133 km/h      | 23    |
| 24   | Nelson Piquet         | McLaren-Ford       | 1:40,846 | 207,048 km/h      | 24    |
| DNQ  | Héctor Rebaque        | Lotus-Ford         | 1:41,063 | 206,604 km/h      | –     |
| DNQ  | Harald Ertl           | ATS-Ford           | 1:41,185 | 206,355 km/h      | –     |
| DNQ  | Michael Bleekemolen   | ATS-Ford           | 1:41,408 | 205,901 km/h      | –     |
| DNQ  | Carlo Franchi         | Surtees-Ford       | 1:41,677 | 205,356 km/h      | –     |
| DNPQ | Harald Ertl           | Ensign-Ford        | 1:40,27  | 208,238 km/h      | –     |
| DNPQ | Keke Rosberg          | Wolf-Ford          | 1:40,75  | 207,246 km/h      | –     |
| DNPQ | Rolf Stommelen        | Arrows-Ford        | 1:40,93  | 206,876 km/h      | –     |
| DNPQ | Alberto Colombo       | Merzario-Ford      | 1:42,55  | 203,608 km/h      | –     |

Anmerkungen
1. 1 2  Ertl bestritt die Vorqualifikation für das Team Sachs Racing und das reguläre Training für ATS.

1. 1 2 3 4  Während der Vorqualifikation wurden keine Tausendstelsekunden gemessen.

### Rennen
| Pos. | Fahrer                | Konstrukteur       | Runden | Stopps | Zeit       | Start | Schnellste Runde |
| ---- | --------------------- | ------------------ | ------ | ------ | ---------- | ----- | ---------------- |
| 01   | Niki Lauda            | Brabham-Alfa Romeo | 40     | 0      | 1:07:04,54 | 04    | 1:39,06          |
| 02   | John Watson           | Brabham-Alfa Romeo | 40     | 0      | + 1,48     | 07    | 1:38,77          |
| 03   | Carlos Reutemann      | Ferrari            | 40     | 0      | + 20,47    | 11    | 1:39,89          |
| 04   | Jacques Laffite       | Ligier-Matra       | 40     | 0      | + 37,53    | 08    | 1:39,66          |
| 05   | Patrick Tambay        | McLaren-Ford       | 40     | 0      | + 40,39    | 19    | 1:40,26          |
| 06   | Mario Andretti        | Lotus-Ford         | 40     | 0      | + 46,33    | 01    | 1:38,230 (33.)   |
| 07   | Gilles Villeneuve     | Ferrari            | 40     | 0      | + 48,48    | 02    | 1:38,99          |
| 08   | Emerson Fittipaldi    | Fittipaldi-Ford    | 40     | 0      | + 55,24    | 13    | 1:39,70          |
| 09   | Nelson Piquet         | McLaren-Ford       | 40     | 0      | + 1:06,83  | 24    | 1:39,98          |
| 10   | Derek Daly            | Ensign-Ford        | 40     | 0      | + 1:09,11  | 18    | 1:41,11          |
| 11   | Patrick Depailler     | Tyrrell-Ford       | 40     | 0      | + 1:16,57  | 16    | 1:40,60          |
| 12   | Jody Scheckter        | Wolf-Ford          | 39     | 0      | + 1 Runde  | 09    | 1:41,25          |
| 13   | Alan Jones            | Williams-Ford      | 39     | 0      | + 1 Runde  | 06    | 1:39,35          |
| 14   | Bruno Giacomelli      | McLaren-Ford       | 39     | 0      | + 1 Runde  | 20    | 1:40,67          |
| –    | Clay Regazzoni        | Shadow-Ford        | 33     | 0      | NC         | 15    | 1:41,25          |
| –    | Riccardo Patrese      | Arrows-Ford        | 28     | 0      | DNF        | 12    | 1:40,03          |
| –    | James Hunt            | McLaren-Ford       | 19     | 0      | DNF        | 10    | 1:40,86          |
| –    | Arturo Merzario       | Merzario-Ford      | 14     | 0      | DNF        | 22    | 1:42,96          |
| –    | Jean-Pierre Jabouille | Renault            | 6      | 0      | DNF        | 03    | 1:40,67          |
| –    | Ronnie Peterson       | Lotus-Ford         | 0      | 0      | DNF        | 05    | –                |
| –    | Didier Pironi         | Tyrrell-Ford       | 0      | 0      | DNF        | 14    | –                |
| –    | Hans-Joachim Stuck    | Shadow-Ford        | 0      | 0      | DNF        | 17    | –                |
| –    | Brett Lunger          | McLaren-Ford       | 0      | 0      | DNF        | 21    | –                |
| –    | Vittorio Brambilla    | Surtees-Ford       | 0      | 0      | DNF        | 23    | –                |

Anmerkungen
1. 1 2  Andretti und Villeneuve erhielten nachträglich eine Zeitstrafe wegen eines Frühstarts.

## WM-Stände nach dem Rennen
Die ersten sechs des Rennens bekamen 9, 6, 4, 3, 2 bzw. 1 Punkt(e). Es zählten nur die besten sieben Ergebnisse aus den ersten acht Rennen und die besten sieben Ergebnisse aus den letzten acht Rennen. In der Konstrukteurswertung zählte nur das Ergebnis des bestplatzierten Fahrers eines Teams.

### Fahrerwertung
| Pos. | Fahrer             | Konstrukteur       | Punkte |
| ---- | ------------------ | ------------------ | ------ |
| 01   | Mario Andretti     | Lotus-Ford         | 64     |
| 02   | Ronnie Peterson    | Lotus-Ford         | 51     |
| 03   | Niki Lauda         | Brabham-Alfa Romeo | 44     |
| 04   | Carlos Reutemann   | Ferrari            | 35     |
| 05   | Patrick Depailler  | Tyrrell-Ford       | 32     |
| 06   | John Watson        | Brabham-Alfa Romeo | 25     |
| 07   | Jacques Laffite    | Ligier-Matra       | 19     |
| 08   | Emerson Fittipaldi | Fittipaldi-Ford    | 15     |
| 09   | Jody Scheckter     | Wolf-Ford          | 14     |
| 10   | Riccardo Patrese   | Arrows-Ford        | 8      |
| 11   | James Hunt         | McLaren-Ford       | 8      |
| 12   | Gilles Villeneuve  | Ferrari            | 8      |
| 13   | Didier Pironi      | Tyrrell-Ford       | 7      |
| 15   | Patrick Tambay     | McLaren-Ford       | 7      |
| 14   | Alan Jones         | Williams-Ford      | 5      |
| 16   | Clay Regazzoni     | Shadow-Ford        | 4      |
| 17   | Hans-Joachim Stuck | Shadow-Ford        | 2      |
| 18   | Vittorio Brambilla | Surtees-Ford       | 1      |

| Pos. | Fahrer                | Konstrukteur                         | Punkte |
| ---- | --------------------- | ------------------------------------ | ------ |
| 19   | Héctor Rebaque        | Lotus-Ford                           | 1      |
| 20   | Jochen Mass           | ATS-Ford                             | 0      |
| 21   | Brett Lunger          | McLaren-Ford                         | 0      |
| 22   | Bruno Giacomelli      | McLaren-Ford                         | 0      |
| 23   | Jean-Pierre Jarier    | ATS-Ford                             | 0      |
| 24   | Rolf Stommelen        | Arrows-Ford                          | 0      |
| 25   | Nelson Piquet         | Ensign-Ford / McLaren-Ford           | 0      |
| 26   | René Arnoux           | Martini-Ford                         | 0      |
| 27   | Jean-Pierre Jabouille | Renault                              | 0      |
| 28   | Keke Rosberg          | Theodore-Ford / ATS-Ford / Wolf-Ford | 0      |
| 29   | Derek Daly            | Ensign-Ford                          | 0      |
| 30   | Rupert Keegan         | Surtees-Ford                         | 0      |
| 31   | Harald Ertl           | Ensign-Ford                          | 0      |
| 32   | Jacky Ickx            | Ensign-Ford                          | 0      |
| –    | Danny Ongais          | Ensign-Ford                          | 0      |
| –    | Lamberto Leoni        | Ensign-Ford                          | 0      |
| –    | Arturo Merzario       | Merzario-Ford                        | 0      |
| –    | Eddie Cheever         | Hesketh-Ford                         | 0      |

### Konstrukteurswertung
| Pos. | Konstrukteur       | Punkte |
| ---- | ------------------ | ------ |
| 01   | Lotus-Ford         | 86     |
| 02   | Brabham-Alfa Romeo | 53     |
| 03   | Ferrari            | 40     |
| 04   | Tyrrell-Ford       | 36     |
| 05   | Ligier-Matra       | 19     |
| 06   | Fittipaldi-Ford    | 15     |
| 07   | Wolf-Ford          | 14     |
| 08   | McLaren-Ford       | 14     |
| 09   | Arrows-Ford        | 8      |
| 10   | Shadow-Ford        | 6      |

| Pos. | Konstrukteur  | Punkte |
| ---- | ------------- | ------ |
| 11   | Williams-Ford | 5      |
| 12   | Surtees-Ford  | 1      |
| 13   | ATS-Ford      | 0      |
| 14   | Martini-Ford  | 0      |
| 15   | Renault       | 0      |
| 16   | Ensign-Ford   | 0      |
| 17   | Theodore-Ford | 0      |
| –    | Merzario-Ford | 0      |
| –    | Hesketh-Ford  | 0      |